# Nevjerojatni Hulk (2008.)
Nevjerojatni Hulk (eng. The Incredible Hulk) američki je film iz 2008. redatelja Louisa Leterriera.
Baziran prema istoimenom liku iz stripa Marvel Comics, riječ je o remakeu Hulka, Ang Leeja iz 2003. godine i drugom filmu u Marvel Cinematic Universeu.
Protagonistu glumi Edward Norton, koji je također pridonio pisanju scenarija zajedno sa Zakom Pennom. Superjunak je prvenstveno usredotočen na Ultimate verziju u kojoj Banner namjerno prolazi kroz eksperiment i nije pogođen gama zrakama u pokušaju da spasi Ricka Jonesa kao u tradicionalnom Marvel svemiru. Lik i dalje održava osobine "dobrog diva" klasične verzije koji samo želi da ga ljudi ostave na miru, a ne biti ubojica drugog svemira.
Glumačka postava uključuje Liv Tyler, Williama Hurta i Tim Rotha (koji glumi Emila Blonskog / Abominationa, povijesnog antagonistu izvornog stripa). Norton je također trebao glumiti Brucea Bannera u Osvetnicima i raznim nastavcima, ali nakon nekih pregovora zamijenio ga je Mark Ruffalo.

## Radnja
Znanstvenik Bruce Banner, zajedno s djevojkom Elizabeth "Betty" Ross, proučava u ime američke vlade korištenje seruma za stvaranje supervojnika. Da bi dobio brže rezultate, isproba eksperimentalnu verziju na sebi, pretvarajući se u zelenog diva. Ne shvaćajući to, ozlijedio je svoju voljenu i njezinog oca, generala američke vojske Thaddeusa "Thunderbolta" Rossa, a zatim pobjegao.
Bannera progone Ross i njegova vojska, koji bi željeli pretvoriti njegov DNK u moćno oružje, ali uspijeva nestati na pet godina, pronalazeći utočište u jednoj od najpoznatijih favela Porto Verde u Brazilu. Ovdje živi u sjeni, pokušavajući u međuvremenu obuzdati svaki najmanji impuls ljutnje ili emocija koji bi ga mogli preobraziti. Pod pseudonimom "Mr. Green" stupi u kontakt preko interneta sa znanstvenikom "Mr. Blue", kojem šalje uzorak vlastite krvi kako bi pronašao lijek. General, otkrivši gdje se skriva, šalje na misiju skupinu odabranih ljudi predvođenih elitnim vojnikom, Emilom Blonskym, da ga uhvate. Ali Bruce, pretvoren u diva, lako pobjeđuje vojnike, nakon čega pronalazi sklonište u Meksiku. Zatim odlazi u Sjedinjene Države, vraćajući se na Sveučilište Culver kako bi povratio neke važne datoteke koje će poslati "Mr. Blueu", potrebne za njegovu njegu. Pronalazi siguran boravak kod svog prijatelja, Stanleya, ali ondje pronalazi svoju bivšu djevojku Betty, koja ga poziva u svoj dom.
Ross je uvjerio Blonskyja da ubrizga "supervojnik" serum. Kasnije, general i njegovi ljudi provaljuju na Sveučilište Culver kako bi zarobili Bannera, koji zatim mutira u svoj gigantski alter-ego, od tada poznat kao Hulk. Uvelike pojačan serumom ubrizganim u njega, Blonsky se pokazuje izrazito superiornijim od svih ostalih vojnika i sudjeluje u izravnom sukobu s čudovištem, držeći vodstvo samo kratko vrijeme, poražen jednostavnim udarcem. Zatim Hulk ruši vojni helikopter, spašavajući Betty od eksplozije samog zrakoplova i nestajući s njom. Nakon što se vraća u ljudski oblik, Banner putuje u New York kako bi se susreo s "Mr. Blue", ili Samuelom Sternsom, znanstvenikom koji je, osim što ga je pokušao izliječiti, u velikim količinama replicirao uzorak krvi koji mu je Bruce poslao, vjerujući da ga može koristiti za liječenje bolesti i drugih korisnih svrha za čovječanstvo. U međuvremenu, Blonsky se, unatoč vrlo ozbiljnim ozljedama, vrlo brzo oporavlja, a nakon što ozdravi, još uvijek mu se ubrizgava serum kako bi povećao svoju snagu, uzrokujući neke mutacije na njegovom kosturu. Betty i Sterns pokušavaju eksperiment koji bi trebao izliječiti Brucea, iako ne znaju hoće li biti konačan ili samo prolazan, čini se da eksperiment uspijeva. U međuvremenu, general Ross ih pronalazi, šaljući Blonskog da ih vrati, potonji, zavidan na snazi zelenog diva, prisiljava Sternsa da mu ubrizga Bannerovu krv, oslobađa se ogromna reakcija iz seruma supervojnika koji čovjeka pretvara u Abominationa, monstruozno stvorenje koje počinje razarati grad. Dok Bruce, Betty i Ross odlaze helikopterom, saznaju za kaos koji je stvorio Abomination. Bruce, uvjeren da ga samo Hulk može zaustaviti, odluči se lansirati iz zrakoplova, nadajući se da će povećanje broja otkucaja srca probuditi čudovište, koje se zapravo ponovno pojavljuje i započinje nasilni sukob s Abominationom. Iako se u početku čini inferiornim u odnosu na neprijatelja, na kraju ga uspijeva pobijediti tako što ga zadavi ogromnim čeličnim lancem, ali trenutak prije nego što ga ubija zaustavlja ga Betty, jedina sposobna smiriti njegov bijes, odlučivši ostaviti neprijatelja bespomoćnog u Rossove ruke. Njegov pokušaj da se riješi Hulka je propao, tako da ne vidi drugog izbora nego da trajno izbriše njegovo postojanje.
Nekoliko tjedana kasnije, skriven u Bella Cooli, Britanskoj Kolumbiji u Kanadi, Bruce prakticira meditaciju, u jednom trenutku otvara oči i zjenice postaju zelene unatoč ljudskom obliku, sugerirajući da je postao sposoban kontrolirati transformaciju po volji. Generalu Rossu, koji je pio u baru, prišao je Tony Stark, koji ga je obavijestio da on i drugi ljudi organiziraju tim.

## Glumci
- Edward Norton kao Bruce Banner / Hulk: genetičar koji se, nakon što je bombardiran gama zrakama, svaki put kad se naljuti pretvori u monstruozno biće.
- Liv Tyler kao Elizabeth "Betty" Ross: znanstvenica, bivša djevojka (još uvijek zaljubljena) u Brucea i kći generala Thaddeusa Rossa.
- Tim Roth kao Emil Blonsky / Abomination: vojnik ruskog podrijetla, odrastao u Engleskoj, prešao je iz kraljevskih marinaca u SOCOM. Očaran snagom "Zelenog Golijata", on ima supervojnički serum ubrizgan odvojeno, što ga čini korak po korak jačim i okretnijim, sve dok se, od ruku dr. Sternsa, i on ne pretvori u monstruozno biće zvano Abomination.
- Tim Blake Nelson kao Samuel Sterns: znanstvenik koji pokušava pomoći Bruceu u oslobađanju njegovog alter-ega. Blonsky ga prisiljava da ubrizga Bannerovu krv u njegovo tijelo.
- Ty Burrell kao Leonard Samson: psihijatar, trenutni dečko Betty Ross.
- William Hurt kao Thaddeus "Thunderbolt" Ross: otac Betty Ross. General koji namjerava imati Bruceov DNK, dekodirati ga kako bi ga reproducirao, kako bi ga učinio oružjem.

Osim toga, Christina Cabot glumi bojnicu Kathleen "Kat" Sparr, podređenu generalu Rossu. Peter Mensah glumi generala Joea Grellera, Rossovog suradnika.

### Cameo
- 'Stan Lee, tvorac glavnog lika, glumi čovjeka koji pije bocu zaraženu Bannerovom krvlju.
- Rickson Gracie, veliki majstor borilačkih vještina, igra ulogu MMA instruktora Brucea Bannera.
- Stanley, kojeg glumi Paul Soles: pizza majstor koji bruceu nudi gostoprimstvo i rad (glumac je dao izvorni glas liku Brucea Bannera u animiranoj seriji The Marvel Superheroes).
- Lou Ferrigno, koji je glumio Hulka u televizijskoj seriji Nevjerojatni Hulk, glumi zaštitara na Sveučilištu Culver i udvostručuje Hulka.
- Roger Harrington, kojeg glumi Martin Starr: Student koji radi u računalnom laboratoriju na Sveučilištu Culver. U svibnju 2019. godine Kevin Feige je u jednom intervjuu izjavio da je lik u to vrijeme još uvijek bio mladi student i da će kasnije postati profesor Petera Parkera u filmovima Spider-Man: Povratak kući i Spider-Man: Daleko od kuće.
- Jim Wilson i Jack McGee, koje glume P.J. Kerr i Nicholas Rose: studenti koji žure svjedočiti teškoj borbi superjunaka protiv vojske u blizini Sveučilišta Culver.
- Pješaka kojeg zamalo udari automobil na ulicama Harlema glumi Michael Kenneth Williams
- Tony Stark / Iron Man, kojeg glumi Robert Downey Jr.: genij, milijarder, playboy, filantrop i inženjer koji gradi visokotehnološki oklop. Pojavljuje se u posljednjoj sceni. Njegovo sudjelovanje otkrio je 19. siječnja 2008. glumac William Hurt. Slijed tako daje život pravom filmskom crossoveru između likova Iz Marvel Studija.

## Produkcija

### Razvoj
Nakon objavljivanja Hulka u režiji Anga Leeja 2003. godine, scenarist James Schamus planirao je nastavak "Sivog Hulka", smatrajući Leadera i Abominationa zlikovcima. Marvel je uživao u potonjem, i kao najpoznatiji neprijatelj, i zato što je mogao predstavljati stvarnu prijetnju protagonistu, za razliku od generala Rossa. Međutim, 18. siječnja 2006. godine, Avi Arad je potvrdio da će Marvel Studios izdvojiti sredstva za proizvodnju Nevjerojatnog Hulka, dok će ga Universal distribuirati, budući da nije ispoštivao rok za snimanje nastavka. Studio je smatrao da bi, kako bi se saga nastavila, bilo bolje odstupiti od Leejevog stila, navodeći da bi se njegov film mogao smatrati stripom u paralelnom svemiru, te da bi njihov sljedeći film trebao, prema riječima Kevina Feigea, "započeti pravu Marvelovu sagu o Zelenom Golijatu". Producentica Gale Anne Hurd također je smatrala da treba poštovati ono što "svi očekuju da će vidjeti kako čitaju stripove i gledaju TV seriju.

### Režija i scenarij
Louis Leterrier, još kao dijete je volio istoimenu televizijsku seriju 1977-1982 i prvi film, izrazio je interes za režiju filmske adaptacije Iron Mana, ali je odbačen u korist Jona Favreaua. Oklijevao je jer nije bio siguran može li ponoviti Leejev stil, ali Marvel je jasno dao do znanja da im to nije bila namjera. Redateljeva glavna inspiracija bio je Hulk: Grey (oživljavanje prvog pojavljivanja lika) Jepha Loeba i Tima Sale. U konačnom proizvodu reproducirao je sve trake, koje je objesio tijekom praizvedbe, mnogih pročitanih stripova i izjavio da želi opisati borbu Brucea Bannera protiv čudovišta u sebi, dok je Feige dodao da će dugometražni film istražiti i "druge aspekte kao što su ispunjenje želja, poraz nepravdi ili maltretiranje i oslanjanje na silu za koju se ne zna da ima u sebi". Prema Aradu, to bi bilo "mnogo više od ljubavne priče između Brucea Bannera i Betty Ross". U studenom 2006. godine datum izlaska filma određen je za 13. lipanj 2008. godine. Redatelj je priznao da je jedina sličnost između ta dva filma Bruceov bijeg u Južnu Ameriku i da će ovo novo djelo biti ponovno pokretanje, unutar kojega ne bi bilo pretjerano duge priče o podrijetlu, uvjeravajući tako gledatelje da su u radu Anga Leeja postali nestrpljivi čekajući da se protagonist pojavi. Feige je komentirao: "Nismo htjeli ponovno ispričati priču o podrijetlu, jer smo mislili da je gledatelji već znaju, zato je nismo ispričali ... Jedan od razloga zašto smo napravili Nevjerojatnog Hulka bio je uvođenje žadnog diva u kanon Marvel Cinematic Universea. Nakon nekoliko rasprava odlučeno je postaviti prvu scenu u Tajlandu.
Zak Penn, koji je već napisao temu prvog filma 1996. Objasnio je da, iako je novi film bio ponovno pokretanje, on će i dalje predstavljati kontinuitet s prethodnim[20] i tvrdio je da je uključio u ove scene prilagodbe preuzete iz njegovih odbačenih ideja za Leejev dugometražni film, kao što je transformacija Bannera dok se ruši iz helikoptera i kada protagonist shvati da ne može imati seksualne odnose s Betty. Penn je počeo pisati početkom 2007. godine, nakon što je filmska tvrtka odbila radnju drugog scenarista i prije nego što je otišao promovirati svoj dugometražni film kao redatelj The Grand, sastavio tri skice.  U travnju iste godine Norton je započeo pregovore o igranju Bannera, postigavši dogovor prema kojem je bio i glumac i scenarist, s verzijom koju je ugovorno morao predati u roku od mjesec dana. Kako bi se javnost približila filmu, odlučeno je da se inspiracija više crpi iz serije Ultimate Hulk koja se bavi istom pričom kao i klasični strip, ali na drugačiji način i postavljena u današnje vrijeme. Glumac je dobrovoljno eliminirao lika Ricka Jonesa i pokušao naglasiti prisutnost S.H.I.E.L.D.-a, također prisutnog u drugim Marvelovim filmovima. Dodao je scenu u kojoj Banner pokušava izvući lijek iz cvijeta i razmjenu e-pošte sa Samuelom Sternsom, što je citat iz afere Bruce Jones. Međutim, iako je svaki dan prepravljao scene, nakon gotovog proizvoda, "Writers Guild of America" odlučilo je pripisati scenarij isključivo Pennu, koji je u potpunosti podijelio ovu odluku toliko da je 2008. izjavio: "Nisam bio sretan što je Norton došao na Comic-Con rekavši da je sam napisao scenarij".
Ubrzo nakon objavljivanja Nevjerojatnog Hulka, Gale Anne Hurd komentirala je nejasnu vezu Ang Leeja s Hulkom: "Nismo mogli shvatiti kako to definirati ... to je i neka vrsta ponovnog pokretanja i svojevrsni nastavak. Za tu prigodu skovao je izraz "requel", koji je nazvao opisom "savršenim".

### Snimanje
Produkcija je započela 9. srpnja 2007. godine, snimanje se odvijalo uglavnom u Torontu, čiji je gradonačelnik David Miller, Hulkov obožavatelj, učinio grad potpuno dostupnim, iako je to stvorilo neke neugodnosti za stanovnike, osobito kada je ulica Yonge bila zatvorena četiri noći u rujnu, kako bi snimili važnu borbu s Blonskyem. Unatoč tome što su morali ometati ulice eksplozivom i prevrnuti zapaljene automobile, posada je uspjela sve preurediti nakon dvadeset minuta, kako bi nastavila normalno snimati svaki dan koji slijedi, ograničavajući nered. Prva akcijska sekvenca bila je bitka na Sveučilištu Culver, na Sveučilištu u Torontu i Morningside parku. Radnici su postavili panoramski prozor na vrh nadvožnjaka odjela kako bi snimili scenu u kojoj vojnici zarobljavaju Bannera. Pucnjave su snimane i u financijskoj četvrti. Industrijski kompleks u Hamiltonu, Ontario, koji je bio pripremljen za rušenje, umjesto toga iskorišten je za interijere brazilske tvornice, dok njezini podzemni podovi za vojnu bazu. Također u gradu, u zaleđu, snimljen je još jedan dio borbe protiv zlog vojnika. Kanadske oružane snage odobrile su snimanje svoje zračne baze Trenton i nekih C-130. Druga postavka bio je ledenjak Bella Coola u Britanskoj Kolumbiji. Nakon toga, snimanje se odvijalo tjedan dana u New Yorku i još dva u Rio de Janeiru. U Brazilu je ekipa snimala u Rocinhi, Lapi, šumi Tijuca i Santa Terezi. Sve je završilo u studenom, nakon 88 dana rada.

### Specijalni efekti
Leterrier je slijedio vrlo inovativan proces temeljen na korištenju ogromne mreže računala i hvatanja pokreta, metode koja je već usvojena u Gospodaru prstenova i King Kongu, iz 2005. godine, kako bi se realizirali Gollum i divovska gorila King Kong. Norton i Roth napravili su 2500 snimaka različitih pokreta koje su izvodila čudovišta (poput Hulkove "grmljavine"). Kako bi snimili najfinije aspekte u računalima, lica glumaca bila su posuta fosforescentnim bojama i nakon toga snimljena s 37 infracrvenih kamera. Cyril Raffaelli i drugi pobrinuli su se za snimanje pokreta za kaskaderske parove i bitke, nakon što su glavni glumci obavili video sinkronizaciju. Redatelj je angažirao "Rhythm and Hues Studios" za specijalne efekte u računalnoj grafici, dok je "Industrial Light &Magic" stvorio one za Hulka Ang Leeja. Tvrtka "Image Engine" provela je više od godinu dana radeći na sceni gdje Bannerova krv, ozračena gama zrakama, pada tri kata kroz tvornicu sokova, završavajući u boci. Stvoreno je ukupno 700 snimaka specijalnih efekata. Snimanje pokreta pomoglo je u stvaranju i sinkronizaciji pokreta, ali posebno animacija ključnog okvira "Rhythm i Hues"-a omogućila je potrebnu "eleganciju superheroja i kvalitetu".
Mnogi animatori i sam Leterrier donijeli su video primjere za glavnu borbu. Hulkov stil stripa Dalea Keowna bio je inspiracija za stvaranje njegovog izgleda. Leterrier je vjerovao da je prvi zeleni div koji se pojavio 2003. Objasnio je: "Hulk je iznad savršenstva, ima nula grama masti, sav je isklesan, i stvorenje je svih mišića i snage, tako da je poput tenka." Nadzornik vizualnih efekata Kurt Williams zamislio je stas Zelenog golijata kao tijelo igrača, a ne kao tijelo graditelja. Visina od dva i sedamdeset metara odlučena je za superjunaka. Da bi bio izražajniji, stvoreni su računalni programi kako bi se regulirao volumen mišića i zasićenje boje kože. Williams je crvenilo nazvao primjerom boje kože ljudi na koju utječu njihove emocije. Animatori su vjerovali da će zelena krv učiniti kožu tamnijom, a ne svjetlijom, te da će ten, ovisno o svjetlu, biti maslinasto zelen ili glinasto siv. Njegov animirani model dovršen je bez da je tvrtka za specijalne efekte znala pokrete koje je trebala raditi, pa je postavljen da radi što god bi autori željeli, čak i da je korišten za film Osvetnici. Superjunačka kosa srednje duljine modelirana je prema dizajnu Mikea Deodata. Prvobitno je imao četkanu kosu, ali redatelj je odlučio da će mu razbarušena dati veću osobnost. Također je naveo film Američkog vukodlaka u Londonu, kao inspiraciju za Bannerove transformacije, ilustrirajući koliko mu je bilo bolno transformirati se. Kao počast TV seriji, čak i filmu, u vrijeme transformacije, prvi dijelovi tijela koji su se promijenili, bili su boja očiju. Leterrier je promijenio izgled Abominationa u usporedbi sa stripovima, jer je očekivao da će se gledatelji zapitati zašto izgleda kao riba ili gmaz, a ne kao "super-čovjek" poput Hulka. Njegova monstruoznost postignuta je višestrukim injekcijama u kožu, mišiće i kosti, stvarajući stvorenje s izbočenom kralježnicom i šiljastim kostima koje je mogao koristiti kao oštrice. Njegova svijetlozelena koža reflektira svjetlost, tako da izgleda narančasto kada je okružena požarima, kao tijekom glavne bitke. Glumci za hvatanje pokreta, uključujući Rotha, pokušali su učiniti da se lik kreće manje graciozno od diva. Oblikovali su njegovo držanje i način na koji je okrenuo glavu od morskih pasa. Za antagonista je odabrana visina od tri i četrdeset metara. Leterrier je u početku razmišljao o dodavanju šiljastih ušiju kao u stripovima, ali je shvatio da ih Hulk može ugristi, zbog čega bi izgledao glupo.
Leterrier je namjeravao koristiti protetsku i animatroničku šminku kako bi nadopunio računalno generirane slike, koje su se jedine koristile u prethodnom filmu. Vizažisti koji su radili na filmu X-Men: Posljednja fronta, dobili su zadatak predstaviti Blonskyjevu postupnu transformaciju, za koju je Zack Penn izjavio da bi ih trebala pokazati "kao "biće" nenaviknuto na te karakteristike. Mnogo je teži i rekli smo si da kada hoda ulicom, njegova težina ga uništava i uzrokuje posrtanje. Sve je u humanizaciji tih superjunaka, pokazivanju učinaka koje fizika može imati na njih.". Tomu Woodruffu, zamjeniku šefa "Amalgamated Dynamicsa" (koji je stvorio sve kostime za filmove Alien, počevši od Aliena 3) pristupilo se stvaranju dva poprsja Hulka i protetskih ruku koje će koristiti za lik. Kompletan animirani model nikada nije napravljen, jer se smatralo da će produkciji biti komplicirano snimati scene s lutkom, a zatim dodati računalnu grafiku. Međutim, animatronički model korišten je u nizu u kojem se Sternsova glava transformirala. Prizori s devastacijom uglavnom su se snimali uživo. Model stroja za punjenje bačen je na zid u nizu u kojem Zeleni Golijat bježi iz tvornice. U drugoj transformaciji na sveučilištu, menadžeri su umjesto pravog suzavca, koristili pare i suhi led za omamljivanje zelenog diva i uništili pravi Humvee tako što su na njega bacili težinu koja je imala istu veličinu. Pad helikoptera izveden je postavljanjem niza cijevi koje su eksplodirale u nizu i dodavanjem kompjuteriziranog okvira koji se razbijao. Kada Banner skoči iz helikoptera kako bi pokrenuo mutaciju i borio se protiv Abominationa, Norton je bio upregnut na površinu podržanu šipkom koja se mogla okretati za 90 stupnjeva, dok je kamera bila pričvršćena na strop kako bi simulirao pad.

## Glazba
Leterrier je odabrao Craiga Armstronga, koji je bio aranžer Massive Attack, skupine koja se svidjela redatelju i s kojom je surađivao 2005. godine u filmu Danny the Dog. To je iznenadilo Marvel, ne znajući je li u stanju napisati glazbu za akcijski film (iako je zapravo napravio Kiss of the Dragon, akcijski triler iz 2001.).
Na prijedlog redatelja, soundtrack je objavljen u obliku dvostrukog albuma, za koji je Armstrong mislio da je šala: zapravo, studio ga je primio u izdanju s jednim diskom. Tematska pjesma inspirirana je prema pjesmiu The Lonely Man, tematska pjesma televizijske serije The Incredible Hulk koju je napisao Joe Harnell.

## Promocija
Promocija radnje bila je usmjerena na razvoj ljubavne priče i borbu sa strašnim protivnikom. Burger King je promovirao film, a Centri za opću prehranu koristili su lika kao model za poboljšanje treninga. Hasbro je stvorio liniju igračaka, koja je pokrenuta 3. svibnja 2008., dok je SEGA pokrenula istoimenu videoigru 5. lipnja 2008. godine. Film je oglašen u epizodi American Gladiators-a 9. lipnja 2008. godine, koju je predstavio Hulk Hogan, a u kojoj je prikazan Lou Ferrigno.
Nakon spora oko uređivanja između Leterriera i Nortona, Norton i Adam Fogleson iz Universal-a organizirali su promotivnu turneju koja bi dosljedno izbjegavala intervjue za medije, a time i neugodna pitanja. Glumac je sudjelovao na premijeri, sudjelovao u skici Jimmyja Kimmela Livea! i promovirao film u Japanu. Međutim, tijekom svog izlaska volontirao je u Africi.

### Slogan i trailer
Početkom 2008. godine prvi teaser počeo je kružiti mrežom, a zatim i raznim sloganima. Kako se približavao datum izlaska, objavljen je posljednji trailer i brojne TV reklame, od kojih su mnoge ponovno učitane nekoliko godina kasnije na YouTube platformi za razmjenu videozapisa.
- "On June 13, get ready to unleash the beast."
- "This summer, our only hope is something incredible"
- "This June, a hero shows his true colors"
- "You'll like him when he's angry."

## Distibucija
Svjetska premijera filma Nevjerojatni Hulk održana je 8. lipnja 2008. u Universal Amfiteatru u Los Angelesu. Film je objavljen 13. lipnja u američka kina, u hrvatkim kinima od 10. srpnja. Konačno, 30. kolovoza 2018., povodom desete obljetnice Marvel Studija, prvi put je prikazan i u IMAX formatu.

### Zabrane
U Sjedinjenim Američkim Državama maloljetnicima bez pratnje mlađim od 13 godina zabranjeno je gledanje iz sljedećih razloga: "Intenzivne sekvence nasilnog djelovanja, zastrašujuće znanstveno-fantastične slike i kratki sugestivni sadržaj." U Hrvatskoj nije bio zabranjen.

### Home video
21. listopada 2008. godine Universal Pictures Home Entertainment objavio je Nevjerojatni Hulk na DVD-u i Blu-rayu, koji je uključivao snimke iza kulisa, audio komentare, izrezane scene i alternativni incipit. Od prvog dana, u Sjedinjenim Američkim Državama, zauzeo je prvo mjesto u prodaji za domaće tržište videa. Ubrzo nakon toga pojavile su se verzije s jednim diskom u širokom zaslonu i formatu preko cijelog zaslona, specijal s tri diska (prvi sadrži komentare redatelja i Tim Rotha, drugi disk poseban sadržaj i izrezane scene, a treći digitalnu kopiju), konačno blu-ray paket s dvostrukim CD-om. Blu-ray izdanje, s druge strane, kombinira sadržaj prva dva DVD-a u jednu disketu, dok druga sadrži digitalnu kopiju.
Film je također bio dio box seta s deset diskova, koji je 2. travnja 2013. objavio Walt Disney Studios Home Entertainment, pod nazivom Marvel Cinematic Universe: Phase One – Avengers Assemble, koji je predstavio sva filmska djela 1. faze MCU-a. Konačno, Universal ga je objavio u 4K Ultra HD 10. travnja 2018.

## Nastavak
Lik Samuela Sternsa, kojeg glumi Tim Blake Nelson, prikazan je u filmu kako bi razvio potencijalni nastavak za lik The Leader, kao novim neprijateljem, glumac se zapravo prijavio za daljnje filmove. Ty Burrell, koji glumi Leonarda Samsona, također je potpisao ugovor za daljnje nastavke i izrazio želju da se lik transformira kao u stripu. U lipnju 2008. godine Louis Leterrier izjavio je da su se on, Tim Roth i drugi članovi glumačke postave osim Edwarda Nortona prijavili za daljnje nastavke. Nortona je kasnije zamijenio Mark Ruffalo u filmovima Osvetnici (2012.), Iron Man 3 (2013.), Osvetnici 2: Vladavina Ultrona (2015.), Thor: Ragnarok (2017.), Osvetnici: Rat beskonačnosti (2018.) i Osvetnici: Završnica (2019.). U travnju 2015. godine Ruffalo je objasnio da je jedna od prepreka snimanju novog Hulkova filma činjenica da Universal Studios ima distribucijska prava na lik, što sprječava Disney da producira film. James Gunn (redatelj Čuvara galaksije i Čuvara Galaksije 2) također je izrazio interes za stvaranje filma u kojem glume Hulk i Crveni Hulk, ali projekt nikada nije ušao u razvoj zbog sukoba s Universalom. Na sajmu D23 Expo, Marvel Studios je potvrdio da je započeo produkciju serije Jennifer Walters / She-Hulk, isključivo za Disney+ streaming platformu.

## Vanjske poveznice
- Službena stranica
- Nevjerojatni Hulk u internetskoj bazi filmova IMDb-a
- Nevjerojatni Hulk (2008.) na Box Office Mojo